# Erwin Sellering

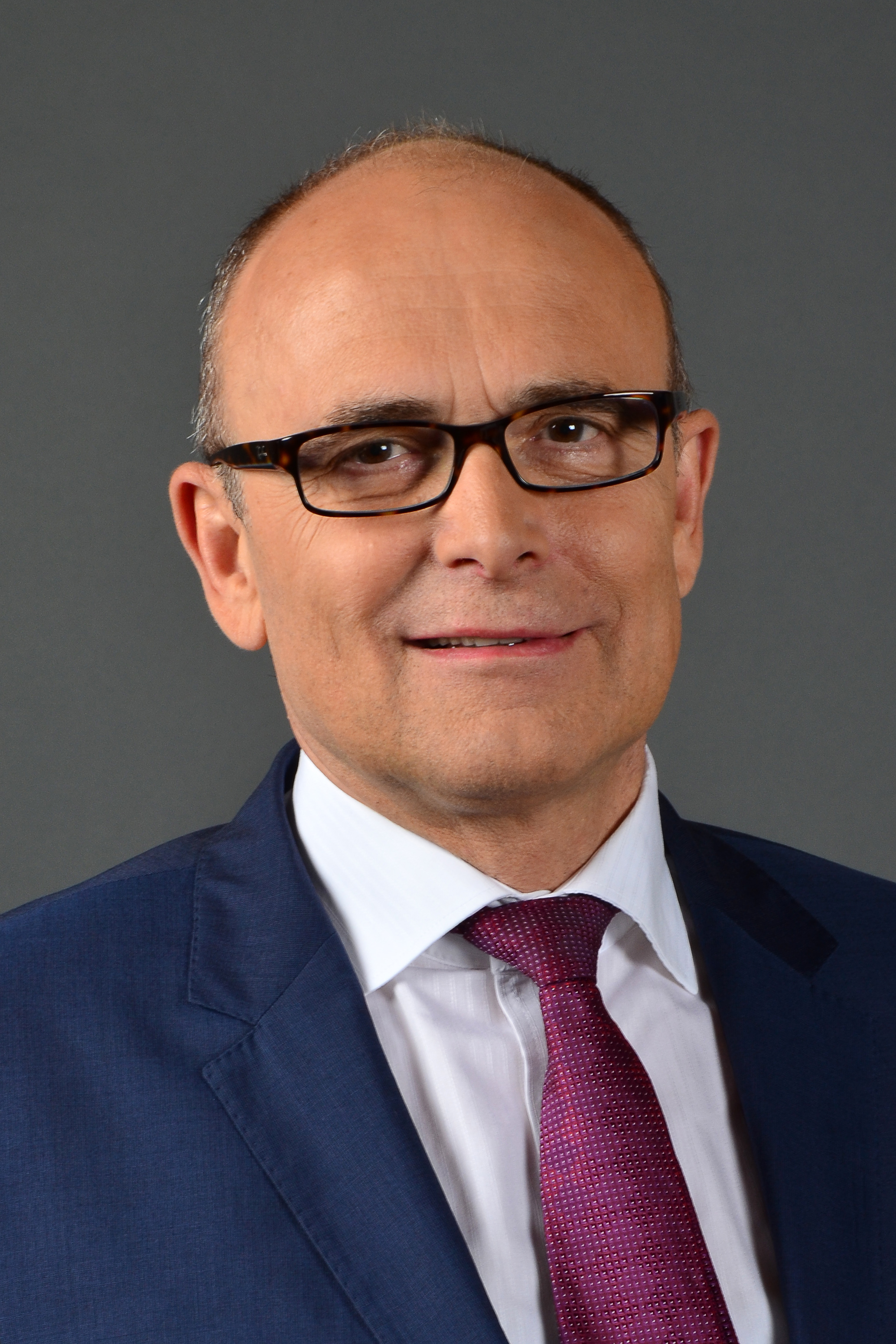
Erwin Sellering (2013)

Erwin Sellering (* 18. Oktober 1949 in Sprockhövel) ist ein deutscher Jurist und Politiker (SPD). Er war von 2000 bis 2006 Justizminister, ab 2006 Sozialminister und vom 6. Oktober 2008 bis zum 4. Juli 2017 Ministerpräsident von Mecklenburg-Vorpommern. Von Dezember 2017 bis Oktober 2019 war er noch als Landtagsabgeordneter in Mecklenburg-Vorpommern tätig. Von 2021 bis 2024 war er Vorstandsvorsitzender der Stiftung Klima- und Umweltschutz MV.

## Leben und Beruf
Sellering entstammt einem protestantisch-konservativen Elternhaus; sein Vater war Presbyter und engagierte sich als langjähriges Mitglied der CDU kommunalpolitisch.
Nach dem Abitur am Gymnasium Waldstraße in Hattingen absolvierte Sellering ein Studium der Rechtswissenschaften an der Ruprecht-Karls-Universität Heidelberg, der Ruhr-Universität Bochum und der Westfälischen Wilhelms-Universität Münster, das er 1975 mit dem ersten juristischen Staatsexamen beendete. Im Jahr 1978 bestand er die zweite juristische Staatsprüfung und wurde noch im selben Jahr zum Richter auf Probe ernannt. 1981 erfolgte seine Ernennung zum Richter am Verwaltungsgericht Gelsenkirchen. Im Jahr 1994 wurde Sellering Vorsitzender Richter am Verwaltungsgericht Greifswald. Er war von Januar bis November 1996 als Sekretariatsleiter des zweiten parlamentarischen Untersuchungsausschusses des Landtages Mecklenburg-Vorpommern der 2. Wahlperiode an die Landtagsverwaltung abgeordnet. Anschließend wurde er im Dezember 1996 zum Vizepräsidenten des Verwaltungsgerichts Greifswald ernannt.
Vom 10. November 1998 bis 30. Juni 2000 war er als Abteilungsleiter in die Staatskanzlei des Landes Mecklenburg-Vorpommern abgeordnet.
Aus seiner ersten Ehe gingen zwei Kinder hervor. Erwin Sellering heiratete 2010 ein zweites Mal. 2014 wurde er Vater eines dritten Kindes.

## Politische Karriere

### Partei
Seit 1994 ist Sellering Mitglied der SPD. Seit 1996 gehört er dem SPD-Landesvorstand in Mecklenburg-Vorpommern an und war seit 2003 stellvertretender SPD-Landesvorsitzender. Vom 14. April 2007 bis 2. Juli 2017 war er Vorsitzender des Landesverbandes. Zu seiner Nachfolgerin wurde Manuela Schwesig gewählt. Davor war Sellering Vorsitzender des SPD-Kreisverbandes Greifswald und der SPD-Regionalgruppe Vorpommern.

### Abgeordneter

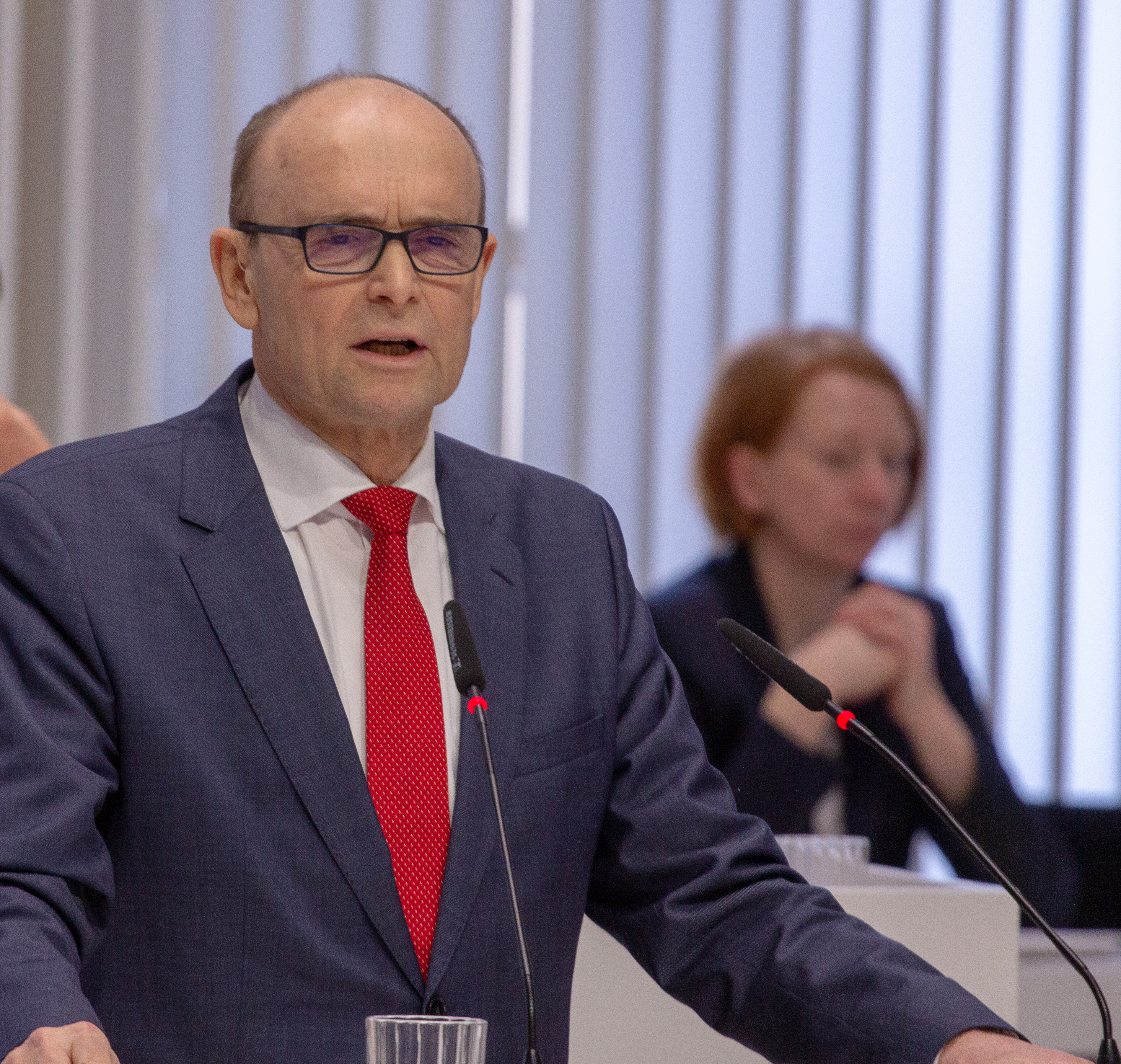
Erwin Sellering im Plenum des Landtages, 2019

Ab der 4. Wahlperiode (2002–2006) war er Mitglied des Landtages von Mecklenburg-Vorpommern. In der 4. und der 6. Wahlperiode (2011–2016) zog er als direkt gewählter Abgeordneter des Wahlkreises 1, Greifswald in den Landtag von Mecklenburg-Vorpommern ein. In der 5. Wahlperiode (2006–2011) gelang der Einzug in den Landtag über die Landesliste. Bei der Landtagswahl am 4. September 2016 trat Erwin Sellering im Wahlkreis Schwerin I an und gewann dort das Direktmandat. Damit gelang Sellering der Einzug in den Landtag von Mecklenburg-Vorpommern der 7. Wahlperiode (2016–2021) erneut als direkt gewählter Abgeordneter. Auch nach seinem Rücktritt als Ministerpräsident blieb Sellering weiterhin Mitglied des Landtages von Mecklenburg-Vorpommern, bis er im Oktober 2019 auf das Mandat verzichtete. Sein Nachfolger wurde Thomas Würdisch.

### Kabinette
- Kabinett Ringstorff I – Kabinett Ringstorff II – Kabinett Ringstorff III – Kabinett Sellering I – Kabinett Sellering II – Kabinett Sellering III

### Öffentliche Ämter

#### Landesminister in Mecklenburg-Vorpommern (2000–2008)
Am 20. September 2000 wurde Sellering als Justizminister in die von Ministerpräsident Harald Ringstorff geführte Landesregierung von Mecklenburg-Vorpommern berufen. Nach der Landtagswahl 2006 übertrug Ringstorff ihm am 7. November 2006 die Leitung des Ministeriums für Soziales und Gesundheit.

#### Ministerpräsident von Mecklenburg-Vorpommern (2008–2017)
Am 6. Oktober 2008 wurde Sellering in das Amt des Ministerpräsidenten als Nachfolger des zurückgetretenen Ringstorff gewählt. Bei der Abstimmung im Landtag von Mecklenburg-Vorpommern erhielt er 40 von 45 möglichen Stimmen der Koalitionspartner SPD und CDU. Seinen ersten Landtagswahlkampf als Ministerpräsident konnte Sellering erfolgreich bestreiten: Bei der Wahl 2011 verbuchte die SPD deutliche Stimmengewinne und wurde mit 35,6 % erneut stärkste Partei. Am 25. Oktober 2011 wurde er mit 42 von 70 Stimmen, zwei weniger als Abgeordnete seiner Koalition anwesend waren, in seinem Amt bestätigt. Am 1. November 2016 wurde er mit 41 von 71 Stimmen in seinem Amt bestätigt.
Am 30. Mai 2017 kündigte Sellering an, aus gesundheitlichen Gründen vom Amt als Ministerpräsident und als SPD-Landesvorsitzender zurückzutreten. Grund dafür sei eine Lymphdrüsenkrebs-Erkrankung. Sellering schlug gleichzeitig Bundesfamilienministerin Manuela Schwesig als Ministerpräsidentin und SPD-Landesvorsitzende vor. Sie löste Sellering am 4. Juli 2017 als Regierungschef ab.

#### Stiftung Klima- und Umweltschutz MV
Im Januar 2021 wurde durch den Landtag von Mecklenburg-Vorpommern mit der Mehrheit von SPD, CDU und Linkspartei zur Unterstützung des Bauprojektes Nord Stream 2 die Stiftung Klima- und Umweltschutz MV beschlossen, welche mit Kapital der Gazprom-Tochtergesellschaft Nord Stream 2 AG und des Landes die Fertigstellung der Pipeline sicherstellen sollte. Sellering wurde Vorstandsvorsitzender der Stiftung.
Im März 2022 beschloss das Landesparlament Mecklenburg-Vorpommerns, die Klimastiftung aufzulösen. Mit der Landesregierung wurde die Vereinbarung geschlossen, dass der Vorstand nach Vorlage des Abschlussberichts 2022 zurücktritt. Inzwischen weigerte sich der Vorstand um Erwin Sellering ausdrücklich zurückzutreten und kündigte die getroffene Vereinbarung auf. Laut Sellering sei eine Auflösung der Stiftung rein rechtlich nicht möglich. Am 24. Mai 2024 trat Sellering als Vorstandsvorsitzender der Stiftung zurück.

## Ehrungen
Im August 2017 wurde Erwin Sellering mit dem russischen Orden der Freundschaft ausgezeichnet, der höchsten staatlichen Auszeichnung der Russischen Föderation, die an ausländische Bürger vergeben werden kann. Diesen gab er im März 2022 nach Beginn des russischen Überfalls auf die Ukraine zurück.
Im Jahr 2018 erhielt Erwin Sellering aus den Händen des Bundespräsidenten Frank-Walter Steinmeier das Große Bundesverdienstkreuz mit Stern und Schulterband.